# Стодолка
Стодолка (укр. Стоділка) — село в Турковской городской общине Самборского района Львовской области Украины.
Население по переписи 2001 года составляло 358 человек. Занимает площадь 0,5 км². Почтовый индекс — 82502. Телефонный код — 3269.